# Pesák Ádám
Pesák Ádám (Balassagyarmat, 1994. július 4. –) magyar színész.

## Életpályája
Gyermekkorát Szécsényben töltötte. A szécsényi II. Rákóczi Ferenc Általános Iskola és Gimnáziumban érettségizett. 2023-ig a Budapesti Operettszínház, melynek stúdiójában tanult és a Madách Színház állandó szereplője.

### Családja
Élettársa Janza Kata színésznő volt (2016-2022). 2023-tól párja Ildikó, aki táncművész. 2025 májusában házasodtak össze és várják közös gyermeküket.

## Fontosabb színházi szerepei
- Dorian Gray – James Vane (Budapesti Operettszínház, 2018)
- István, a király – Vecellin (Budapesti Operettszínház, 2018)
- Rocksuli – Theo (Madách Színház, 2018)[10]
- Lili bárónő – szinész (Budapesti Operettszínház, 2019)
- Nők az idegösszeomlás szélén – taxisofőr(Budapesti Operettszínház, 2019)
- Virágot Algernonnak – Nemur (Budapesti Operettszínház, 2019)
- A Pendragon legenda – Maloney( Budapesti Operettszínház, 2019)
- Robin Hood – Wiliam (Budapesti Operettszínház, 2019)
- A szabadság vándorai – szinész (Lovas szinház, 2019)
- Nikola Tesla – Végtelen energia – Tesla (RaM Colosseum, 2020)
- Puskás – Czibor Zoltán (Erkel Színház, 2020)
- Hegedűs a háztetőn – Percsik (Budapesti Operettszínház, 2021)
- Rozsda Lovag és Fránya Frida – A várkisasszony beszélő süvege (Budapesti Operettszínház, 2021)
- Vadak Ura -The Covenant – Agyar, a vaddisznóvezér fia (Vörösmarty Színház, 2021)
- Lévi Story! – Jonas (2022)
- Pretty woman (Micsoda nő!) – Edward Lewis (Madách Színház, 2023)
- A nyomorultak – Jean Valjean (Madách Színház, 2024)
- Evita – Che (Győri Nemzeti Színház, 2024)

## Filmes és televíziós szerepei
- Barátok közt (2018–2020) ...Harmath Gergő
- Csináljuk a fesztivált!! (2022 MTVA)
- Gólkirályság (2023) …Gyimesi Ádám
- A mi kis falunk (2024) ...Gyimesi Ádám